# Altes Rathaus (Ensisheim)

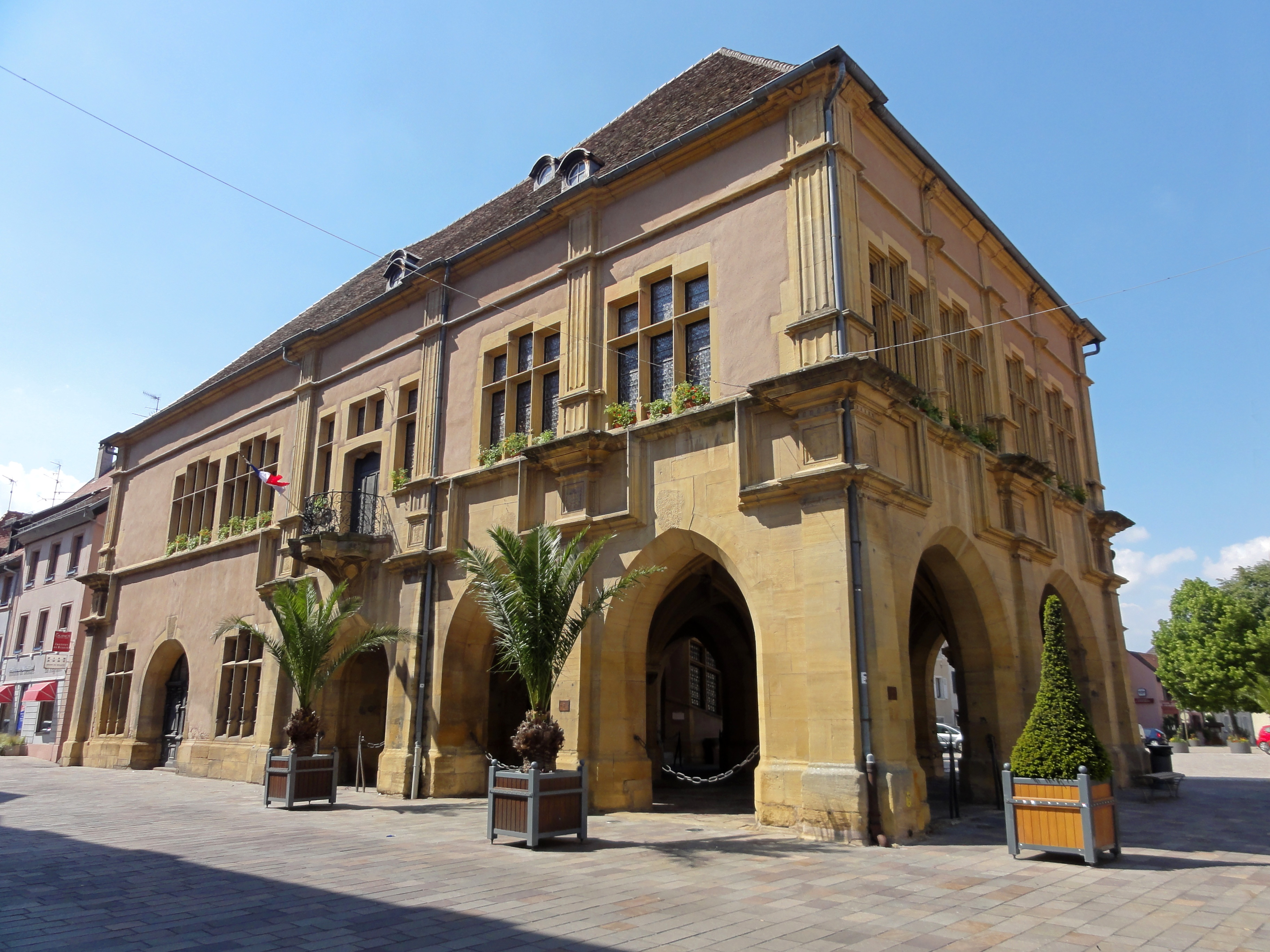
Die Südfassade

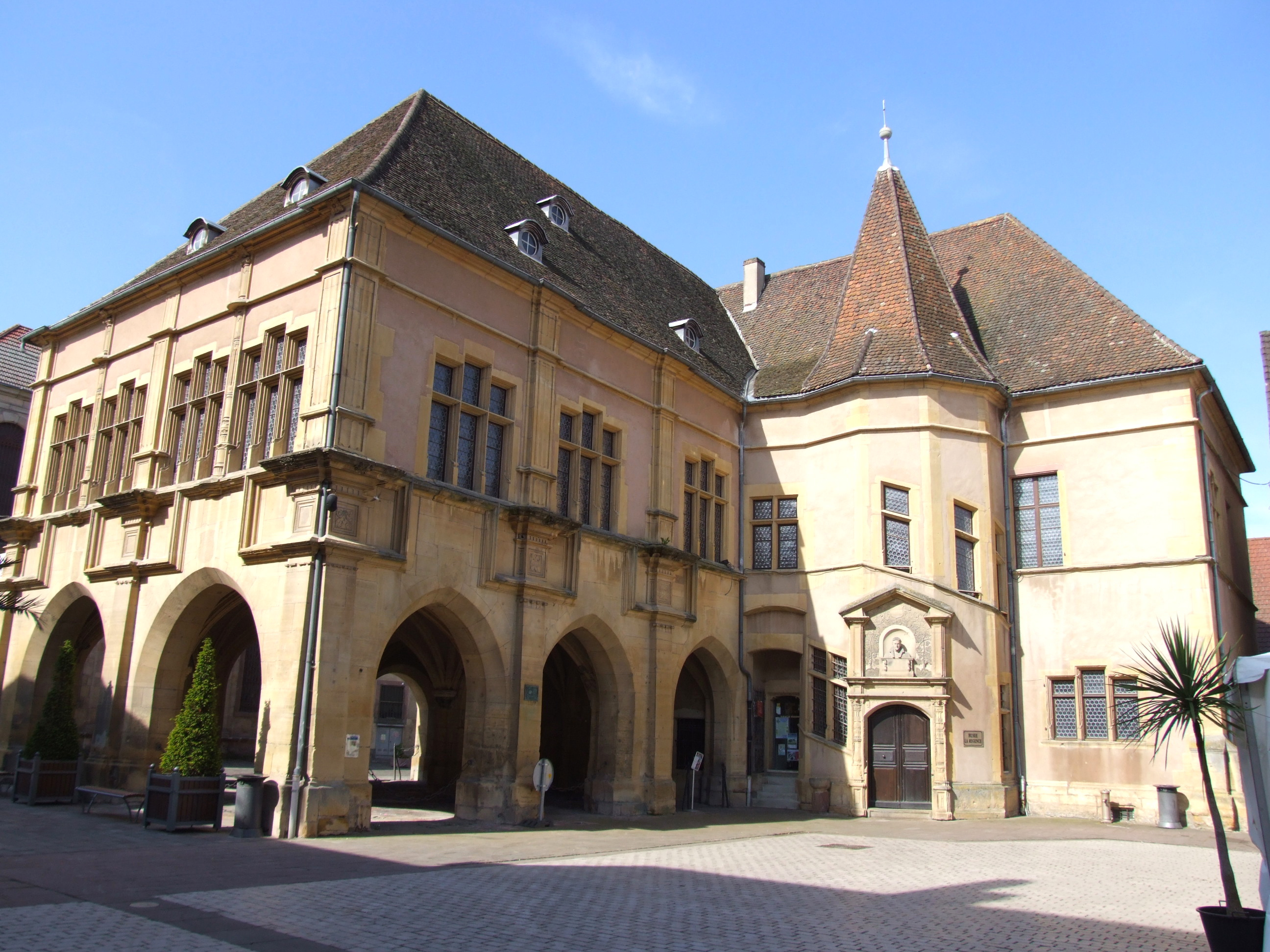
Innenhof mit Treppenturm

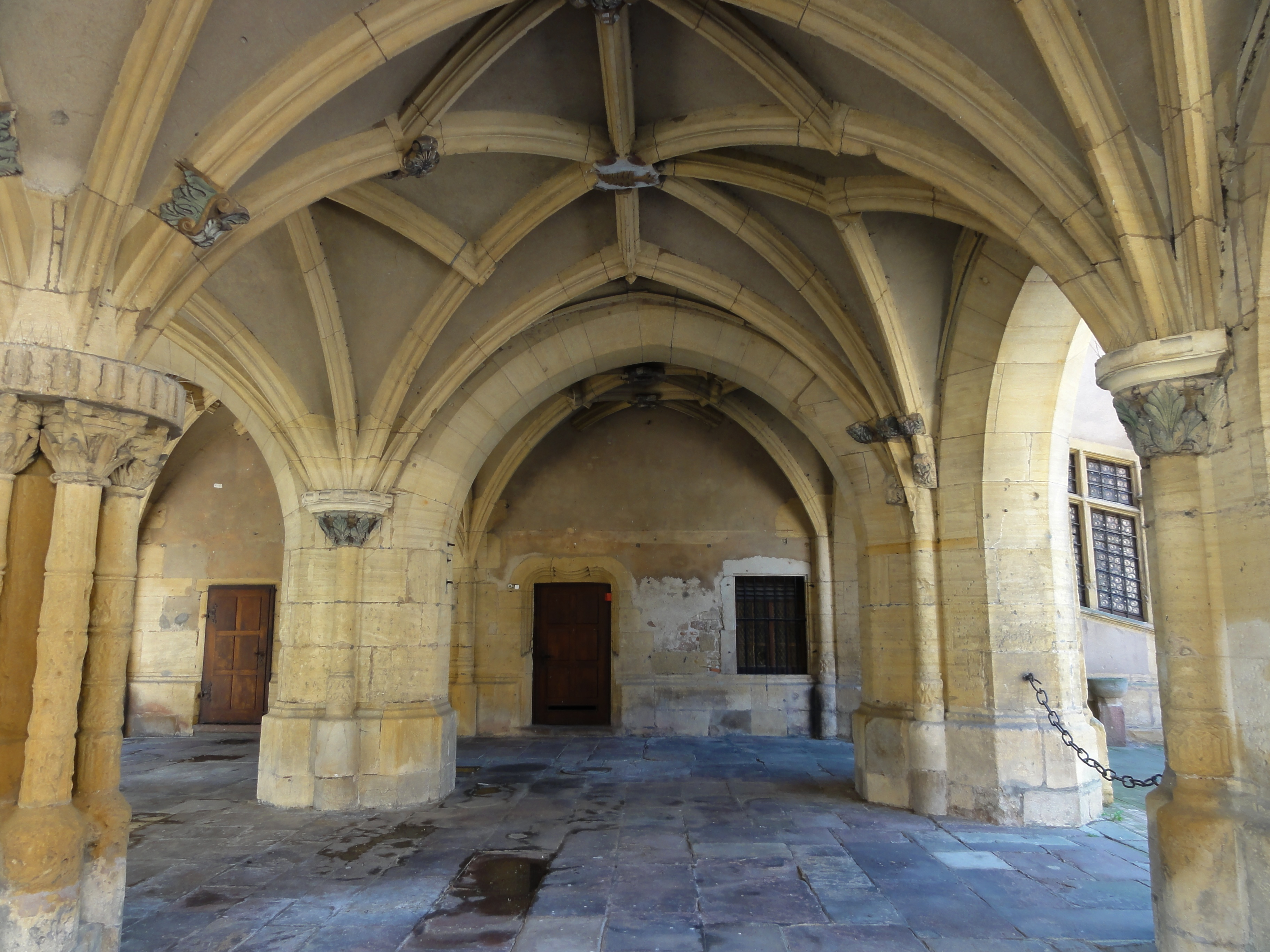
Offene Säulenhalle

Das Alte Rathaus in Ensisheim ist ein ehemaliger Regimentspalast in der elsässischen Gemeinde Ensisheim. Es steht als Monument historique unter Denkmalschutz.

## Geschichte
Im Jahr 1341 wurde Ensisheim als Teil des Habsburger-Reiches Verwaltungssitz der österreichischen Vorlande und Hauptstadt der Landgrafschaft Elsass. 1506 baute Maximilian I. Verwaltung und Justiz aus. 1532 beschloss man den Bau eines Verwaltungsgebäudes. Zwischen 1535 und 1547 errichteten die Baumeister Stephan Gadinner und Heinrich Hermann unter Landvogt Gabriel von Salamanca-Ortenburg nach dem Vorbild des Koïfhus in Colmar einen Verwaltungssitz. 1636 wurde das Gebäude im Dreißigjährigen Krieg zur Kaserne. 1658 wurde es Sitz des Conseil souverain d’Alsace, der das Elsass nach dem Westfälischen Frieden neu ordnen und Verwaltungsstrukturen aufbauen sollte. Als der Rat 1674 nach Breisach am Rhein verlegt wurde, stand das Gebäude zunächst leer und war dann von 1701 bis 1958 Rathaus der Stadt.
Heute ist hier neben dem Tourismusbüro das Musée de la Régence mit einer historischen und archäologischen Abteilung untergebracht. Prunkstück des Museums ist der Meteorit von Ensisheim, der am 7. November 1492 vor den Stadtmauern einschlug.

## Architektur
Der rechtwinklige Bau mit zwei Geschossen und abgewalmtem Dach ist von Spätgotik und Renaissance beeinflusst. Im Scheitelpunkt der Anlage sitzt ein oktogonaler Treppenturm mit Sterngewölbe und auffälliger Ädikula mit Büste von Jakob Balde am Eingang. Der östliche Flügel ist im Erdgeschoss als offene Säulenhalle mit Netzgewölbe ausgeführt und wird über Spitzbögen betreten. Hier fanden früher Märkte und öffentliche Sitzungen des Gerichts statt. Darüber liegt im ersten Stock ein großer Sitzungssaal, dessen dreiteilige schmale Fenster noch gotisch beeinflusst sind. Kannelierte Pilaster und Wandsäulen gliedern das Gebäude außen. Die Kapitelle ragen im Erdgeschoss in stark gerahmten Wandvorlagen,  die ursprünglich wohl Bildwerke von Kaisern oder Erzherzögen enthielten und während der Französischen Revolution entfernt wurden. Auf der Südseite ist ein Balkon vorhanden.
Über dem Portal des Treppenturms erinnert eine 1905 angebrachte Büste an den 1604 in Ensisheim geborenen Dichter Jacob Balde.